# Kocherstetten
Kocherstetten ist ein Stadtteil der baden-württembergischen Kreisstadt Künzelsau im Hohenlohekreis.

## Geographie

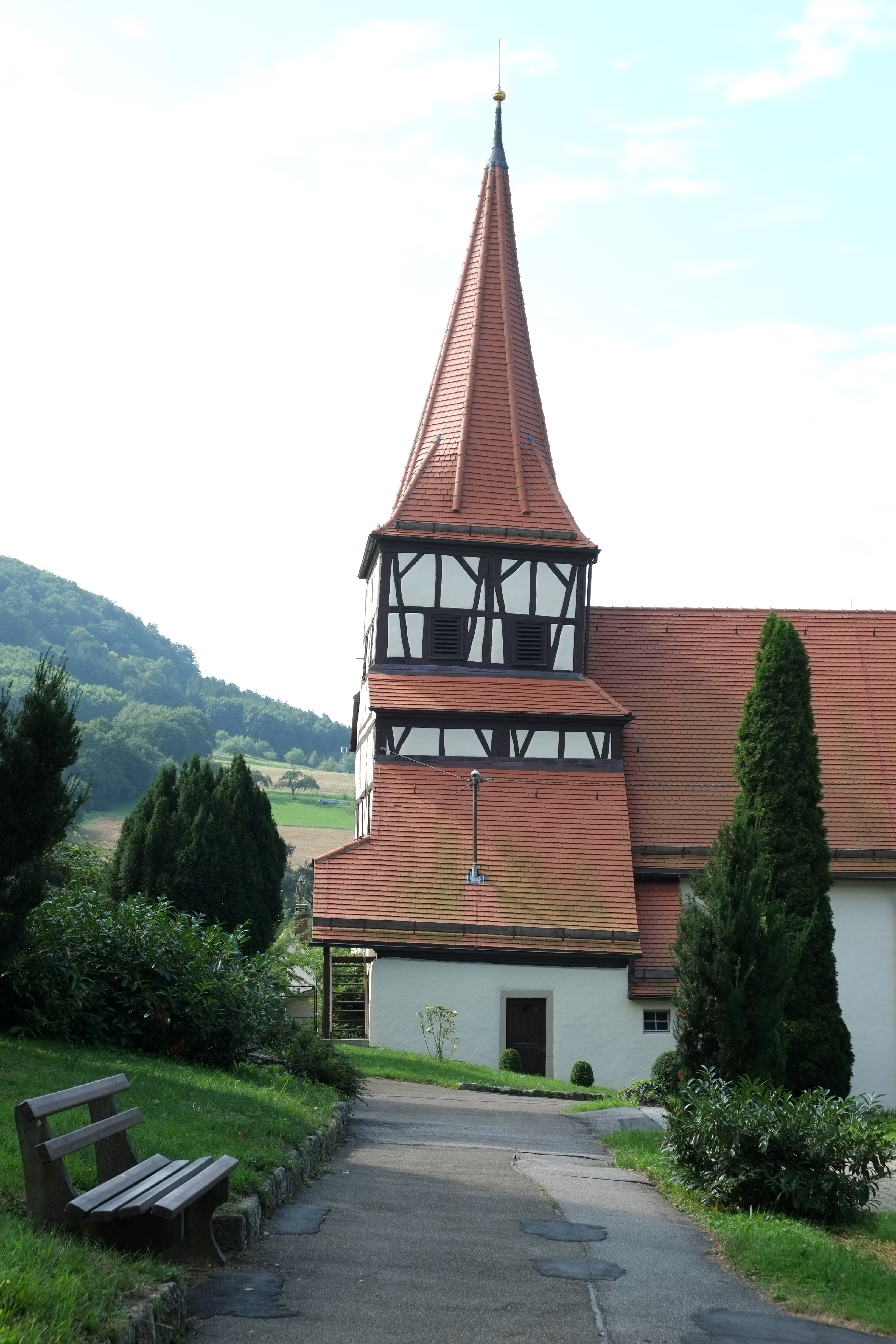
Marienkirche

Kocherstetten liegt etwa 5,5 km ostsüdöstlich der Stadtmitte von Künzelsau am rechten Ufer und am rechten Hangfuß des tief eingeschnittenen Kochertals auf etwa 254 m ü. NN. Wenige hundert Meter nach Passieren des Dorfes wechselt nach langem Nordkurs der Fluss auf westliche Fließrichtung. Im Ortsbereich münden im Abstand von nur etwa dreihundert Meter zwei Klingenbäche von der Höhe der Hohenloher Ebene im Osten, der Erlesbach und dann der Heiligenbach, auf dem Sporn zwischen ihnen steht der Weiler Schloss Stetten etwa 170 Meter über dem Fluss. Dahinter liegt im weiten Abstand von drei Kilometer zum Dorf das ebenfalls zugehörige Gehöft Bienenhof am Spornansatz an der östlichen Gemarkungsgrenze. Kocherabwärts liegt an der westlichen Grenze zur Ortsteilgemarkung von Morsbach die Buchenmühle an einem rechtsseitigen Kanal.
Die Teilortsgemarkung umfasst überwiegend die weite Mulde des Kochertals und die Einschnitte der Seitenklingen bis zum oberen Hangknick, darüber hinaus auf beiden Talseiten etwas Wald auf der angrenzenden Hochebene; auch die oberen Hanglagen sind meistens bewaldet. Nur auf dem Sporn zwischen Schloss und Bienenhof hat Kocherstetten Anteil an der offenen Hochebenen-Flur.
Hauptverkehrsachse ist die Talstraße L 1045, die dem Kocher folgend vom Dorf aus auf die linke Seite wechselt. Von ihr zweigt darin die K 2383 ab, die über eine Steige an der Südseite des Erlesbach-Einschnitts die Hochebene erreicht und dort auch Verbindung zur erschließenden Stichstraße auf den Schlosssporn schafft.

## Geschichte
Kocherstetten, das früher auch Kochenstetten geschrieben wurde, war ehedem hohenlohisches Lehen der Herren von Stetten, das heute noch auf Schloss Stetten über dem Dorf sitzt. Bis 1366 gehörte der Ort kirchlich zu Steinkirchen vier Kilometer weiter oberhalb im Kochertal, danach war in Stetten selbst ein Pfarrer ansässig. 1394 billigte das Domkapitel von Würzburg, in dessen Sondervermögen Steinkirchen stand, die kirchliche Trennung von der Mutterkirche in Steinkirchen; das Patronat lag vorher wie nachher beim Kloster Comburg. 1525 beteiligten sich die Stettener Bauern am Bauernkrieg. Die Grafen von Hohenlohe führten 1566 die Reformation ein; der Versuch der inzwischen zum Kanonikerstift gewordenen Comburg zur Gegenreformation scheiterte. Während der Hegemonialkriege Ludwigs XIV. erlebte das Dorf mehrfach Durchzüge von Soldaten. Im Spätwinter  1784 riss ein Hochwasser die Kocherbrücke fort. 1806 fiel Kocherstetten an Württemberg.
Am 1. Januar 1972 wurde Kocherstetten in die Kreisstadt Künzelsau eingegliedert.

## Politik
Ortsvorsteher ist (Stand 2019) Frank Egner.

## Sehenswürdigkeiten
- Marienkirche